# Saint Clair guérissant les aveugles
Saint Clair guérissant les aveugles est un tableau d’Hippolyte Flandrin réalisé en 1836, une peinture à l'huile sur toile représentant saint Clair de Nantes exposée à la cathédrale Saint-Pierre-et-Saint-Paul de Nantes.
Le tableau est exposé au Salon de 1837.
Selon la Gazette des beaux-arts, le tableau « peut être cité comme une des œuvres du XIXe siècle qui réalisent le mieux le rêve de Flandrin et de Simart, l'alliance de l'art classique et de l'art chrétien. ».
Le tableau est détruit lors de l’incendie de la cathédrale le 18 juillet 2020.